# Nove gradi di libertà
Nove gradi di libertà (Ghostwritten) è il primo romanzo dello scrittore inglese David Mitchell. Pubblicato in Inghilterra nel 1999 (in Italia nel 2001), vinse il premio John Llewellyn Rhys Prize ed ottenne immediata attenzione.
Il romanzo è formato da nove storie (più un finale che si ricollega ciclicamente alla prima storia), ognuna scritta con stile diverso, ed ambientata in una diversa località: principalmente in estremo Oriente, ma anche in Russia, Gran Bretagna, Stati Uniti e Irlanda. Ogni capitolo descrive una storia diversa ed un diverso personaggio, anche se tutti risultano interconnessi attraverso eventi apparentemente casuali 
Parecchi dei temi del libro, ed alcuni personaggi, saranno ripresi nei seguenti romanzi di Mitchell: Sogno numero 9, L'atlante delle nuvole e Le ore invisibili.
Nove gradi di libertà è soggetto ad alcune influenze derivate, in particolare, della cultura e dalle superstizione estremo-orientali, nonché ad alcuni eventi reali, rimodellati per scopi di trama (ad esempio, l'attentato alla metropolitana di Tokyo col gas sarin). Ci sono anche spunti e riferimenti provenienti da altri autori, dalle Tre leggi della robotica di Isaac Asimov, a Cigni selvatici di Jung Chang fino a La musica del caso di Paul Auster.
Come introduzione al libro, Mitchell, pone una citazione da Il ponte di San Luis Rey di Thornton Wilder, dove si narra di un ponte, in Perù, che crollò nel 1714, causando la morte di cinque persone. Un frate, assiste all'accaduto ed inizia a porsi delle domande di carattere religioso e morale: chi erano quei cinque e perché si trovarono proprio lì in quel momento? Avevano qualcosa in comune? E soprattutto: si è trattato di una tragedia o di una punizione divina? Queste tematiche si presenteranno simili, nell'ultimo racconto del libro di Mitchell.

## Trama

### Okinawa
Racconta la fuga di Quasar, membro di una setta millenaristica (la Confraternita), che, dopo aver realizzato un attentato con gas nervino nella metropolitana di Tokio, (da cui è uscito con una mano ingessata), fugge ad Okinawa dove attende gli ordini di Sua Serendipità, massimo esponente della confraternita, che ha come scopo di ripulire il mondo dagli impuri (sostanzialmente la quasi totalità della popolazione mondiale), per istituire un nuovo corso basato sulla felicità generale. 
Nonostante assista in tv, all'arresto di Sua Serendipità e di tutto lo stato maggiore della setta, che immediatamente riversano gli uni sugli altri accuse infamanti, la sua fede non viene scossa e continua ad attendere notizie che dovrebbero arrivargli telepaticamente.
Quando esaurisce il denaro in suo possesso (con l'affiliazione alla setta, egli gli aveva ceduto tutti i suoi averi), telefona al numero segreto di emergenza, comunicando il messaggio "Il cane deve mangiare", restando in attesa degli aiuti che, non dubita arriveranno presto, in quanto Sua Serendipità, coi suoi poteri di teletrasporto riuscirà certamente a fuggire dalla cella ove è stato rinchiuso.

### Tokyo
Satoru è un giovane giapponese appassionato di jazz, che lavora in un negozio di dischi di jazz, nel centro di Tokyo e suona il sassofono, esibendosi, con scarso successo, insieme ad un amico pianista.
Un giorno un gruppo di ragazze arriva, per errore, al suo negozio, e lui resta colpito da uno di loro, Tomoyo, che non sembra aver fatto caso a lui.
Qualche tempo dopo, mentre sta chiudendo negozio, sente il telefono squillare, rientra per rispondere, ma sente solo la criptica frase: "Il cane deve mangiare". Il fatto però di aver ritardato la chiusura del negozio fa sì che rincontri Tomoyo e che da quel momento, tra i due, inizi una relazione.
Tomoyo, però, vive ad Hong Kong e dopo pochi giorni dovrà tornare a casa.
La storia finisce coi due che, dopo la partenza di Tomoyo, discutono telefonicamente di quale volo potrà prendere Satoro per raggiungerla.

### Hong Kong
In un lungo monologo che dura tutto un giorno, l'avvocato finanziario inglese Neal Brose, ripercorre la sua vita, agiata ma senza felicità. Vive da solo ad Hong Kong, la moglie, Katy Forbes, lo ha lasciato ed è tornata a Londra quando ha scoperto che non avrebbero potuto avere figli. Egli aveva allora incominciato una relazione sessuale con l'avida cameriera cinese, che la moglie aveva assunto, ed aveva scoperto che nell'appartamento viveva il fantasma di una ragazza. Per tutto il monologo non sarà mai chiarissimo a quale delle tre donne si stia riferendo. 
Marginalmente fa riferimento ad una sedia vittoriana, che non ha più, e che avrà un ruolo nell'episodio londinese. 
Denholme Cavendish, proprietario dell'istituto finanziario per cui opera Neal, lo ha incaricato di gestire il conto bancario segreto, di un misterioso personaggio di San Pietroburgo, Andrei Gregorski. È evidente che si tratta di riciclaggio di denaro sporco in cui Cavendish non vuole risultare coinvolto. Questo è un'altra fonte di grave tensione per Neal.
Casualmente, in un bar, nota una coppia seduta al tavolo vicino, che il lettore individuerà essere Satoro e Tamoyo, del capitolo precedente. La loro evidente infatuazione reciproca porta Brose a meditare sull'amore ed alla misera fine del suo matrimonio. 
Il giorno successivo, Brose cede: invece di recarsi a una riunione cruciale, sale su una collina verso un tempio buddista, gettando lungo il cammino tutti gli oggetti simbolo del suo status: la costosa valigetta, il cellulare, il computer, l'orologio Rolex e la giacca firmata.
Debilitato dal diabete, dal caldo e dalla fatica, muore appena giunto al tempio, provocando il fallimento dell'istituto finanziario per il quale lavora e causando anche conseguenze che si riverbereranno sulle successive storie.
Neal vede una ragazza in miniatura, con caratteristiche delle tre donne del suo alloggio, che lo prende per mano e lo accompagna in alto, verso il Budda.

### La montagna sacra
Questo capitolo racconta la vita di una donna che gestisce una baracca alle falde del Monte Emei (una delle quattro montagne sacre della Cina), e vede scorrere la storia cinese, dagli anni trenta del XX secolo, in cui ancora vigeva una società feudale, attraverso la guerra civile cinese, l'occupazione giapponese, l'avvento del comunismo di Mao Zedong, con le brutalità della Rivoluzione culturale, fino alle riforme economiche di Deng Xiaoping, senza che la sua vita cambi sostanzialmente, non si sposterà mai dalla Montagna Sacrae dalla sua baracca di tè, che verrà distrutta parecchie volte dai vari detentori del potere e che lei ogni volta ricostruirà. La solitudine della Santa Montagna e la speranza di rivedere la figlia, nata in seguito allo stupro da parte di un signore della guerra locale, e subito strappatale per essere cresciuta da parenti lontani, la mantengono viva nonostante le violenze cui assiste e che spesso la colpiscono personalmente e le permettono di mantenere il suo senso di pace con il mondo, attraverso anche i discorsi che intrattiene con un albero, nato vicino alla baracca e che invecchia con lei.
Un giorno, finalmente, riceve la visita della figlia, che si era trasferita ad Hong Kong. Scopre così di essere diventata bisnonna e che la nipote lavorando come colf per un occidentale morto da poco (si tratta evidentemente di Neal Brose del precedente capitolo) è diventata ricca, grazie all'eredità che lui le ha lasciato, ed ha aperto un hotel. Capisce che non le stanno dicendo la verità, ma, ormai giunta alla fine della vita, si rende conto che la verità non è la cosa più importante. 

### Mongolia
La Mongolia urbana e rurale sono viste e raccontate attraverso gli occhi di uno spirito, un "noncorpum" che sopravvive spostandosi da un corpo ad un altro. Lo spirito è alla ricerca delle sue origini e di quale sia la natura vera della sua esistenza. Il ricordo più vecchio che ha era di quando risiedeva nella mente di un uomo di un villaggio ai piedi della Montagna Sacra in Cina. Quest'uomo era stato un brigante e un soldato in Mongolia. La sua sola memoria precedente è una storia di tre animali che pensano al destino del mondo. decide quindi di andare alla ricerca dell'origine della storia. Il noncorpum trasmigra da ospite ad un altro, basta ci sia un piccolo contatto tra i due corpi, ripensando a tutti coloro che l'hanno ospitato, in giro per il mondo, si intuisce che per un certo periodo abbia abitato anche la mente di Jorge Luis Borges. Un'altra mente in cui è risieduto era quella della venditrice di tè, nel capitolo della Montagna Sacra, che credeva che la sua voce fosse quella dell'albero magico. Nella baracca del, egli aveva sentito una madre raccontare la storia dei tre animali al figlio, ed aveva scoperto che si tratta va di un'antica leggenda mongola, questo l'aveva spinto a trovare un corpo che lo portasse in Mongolia.
All'inizio del racconto dimora all'interno della mente di Caspar, un ragazzo danese che, in treno sta attraversando la Mongolia. Incontra una ragazza australiana, Sherry, con cui si sente in sintonia, i due iniziano una relazione e decidono di continuare il viaggio insieme. Il noncorpum lascia Caspar per una donna mongola, e poi si sposta in altri nativi, alla ricerca di uno scrittore che, ha saputo, raccoglie storie tradizionali mongole.
Quando uno dei suoi ospiti viene assassinato da Subhataar, agente mongolo del KGB, il noncorpum perde coscienza di sé e si ritrova in una iurta. Dapprima un po' stranito riesce pian-piano a capire di essere ora in una neonata appena venuta al mondo, e che sono passati tre mesi dall'assassinio. Il noncorpum si sposta, in rapida successione, nella madre, poi nel padre ed infine nella nonna della piccola, e qui, finalmente rintraccia le sue origini.
Era un giovane monaco buddista, di un monastero in un remoto villaggio mongolo. Quando i comunisti avevano preso il potere, stavano giustiziando tutti i monaci. Il suo maestro spirituale, era riuscito a trasportare la sua anima nel corpo di una giovane ragazza, poco prima che lo fucilassero. La connessione, tuttavia, era stata rotta e solo le memorie erano passate alla ragazza. Il resto dell'anima finì nel soldato cinese che gli aveva sparato. La ragazza era la nonna del neonato, mentre il ragazzo sarebbe divenuto il bandito che abitava presso la Montagna Sacra. 
Finalmente ricomposto, il noncorpum decide di trasmigrare nuovamente nella neonata, che nel frattempo stava per morire, accettando di divenirne l'anima mortale

### San Pietroburgo
Margarita Latunsky, che sta partecipando ad un furto internazionale di opere d'arte, lavora come assistente museale nel Museo dell'Ermitage. Grazie alla relazione allacciata con un funzionario del museo, è riuscita a farsi assumere, ed a far scegliere la ditta di pulizie del fidanzato, Rudi, come una di quelle che operano nel museo. In questo modo, durante il turno di notte, quando le sale del museo vengono ripulite, sono riusciti a sostituire diversi capolavori esposti, con copie eseguite dall'abile pittore inglese Jerome. La banda lavora agli ordini del criminale Andrei Gregorski, che procura gli acquirenti per le tele rubate e si occupa di inviare il denaro ad Hong Kong dove viene nascosto in un conto segreto (almeno fino a che Neal Brose non aveva avuto i problemi descritti nel terzo capitolo).
Margarita sogna di lasciare la Russia e di comprare, coi soldi racimolati coi furti, uno chalet in Svizzera, dove vivere con Rudi. Rudi incoraggia queste fantasie, anche se è chiaro che non ha alcuna intenzione di seguirla, e che anzi, probabilmente, sta soltanto sfruttandola.
La loro ultima azione dovrebbe essere, il furto di "Eva e il Serpente" di Delacroix, che riesce, anche se debbono uccidere un'altra assistente che li aveva scoperti.
L'acquirente inviato da Gregorski è l'infido mongolo Suhbataar, reduce dall'assassinio narrato nel capitolo precedente. 
Il punto di ritrovo della banda è la casa di Jerome, qui Margarita scopre che il pittore stava cercando di fuggire con tutto il malloppo. Lei lo uccide, scoprendo subito dopo che Suhbataar è lì, ed ha assistito alla scena senza intervenire. Lui le dice poi che Jerome ha ucciso Rudi, con una partita di cocaina avvelenata, su ordine di Gregorski, che credeva che la perdita del conto di Hong Kong fosse dovuta alla disonestà di Rudi.
Suhbataar si allontana, coi soldi, lasciando Margarita in stato di shock mentre sta arrivando la polizia che l'arresterà accusandola del duplice omicidio.

### Londra
Marco, è un batterista e un ghostwriter (riferimento al titolo originale del romanzo), con pochi soldi in tasca e una brama insaziabile di sesso spicciolo.
Si sveglia una mattina, dopo una notte di alcool e sesso, nel letto di una sconosciuta, che poco alla volta scoprirà essere Katy Forbes, conosciuta la sera prima in un locale. Lei, dopo l'arrivo di una sedia antica, inviatale da Hong Kong, dall'ex-marito, Neal Brose, prima di morire, lo manda via, dicendogli che vuol restare sola. 
Camminando per la strada, Marco, quasi d'istinto salva una donna che stava per essere investita da un taxi. 
Girovagando per Londra, sperando di non incontrare qualcuno dei creditori cui deve denaro, Marco, pensa alla sua vita: suona in una rock band chiamata "The Music of Chance", ha un rapporto quasi stabile con Poppy, che ha già una figlia, India. Ma non si sente di abbandonare la sua vita solitaria per impegnarsi con lei. Come ghostwriter, sta scrivendo l'autobiografia di Alfred Kopf, un vecchio omosessuale ebreo, di origine ebraica ungherese. E quel giorno deve incontrarlo per farsi narrare qualche episodio della sua vita e ricevere l'assegno, che è l'unica rendita certa di questo periodo. Alfred gli racconta di quando, nel 1946, vide il suo alter ego, e delle sensazioni che ne seguirono. La narrazione viene però interrotta bruscamente da Roy, il compagno di Alfred, che porta la notizia che il loro amico Jerome è stato ucciso in Russia.
Più tardi, Marco visita la casa editrice per cui lavora. Il direttore è Timothy Cavendish, fratello di Denholme, che da Hong Kong finanzia la società, ma che ora sta affrontando gravi problemi finanziari e legali, per cui perché sta studiando la sua società legale a Hong Kong. Uno dei libri che l'editore aveva appena pubblicato era: Le Rivelazioni Sacre di Sua Serendipità: una nuova visione, una nuova pace, una nuova terra, si trattava di un libro autofinanziato dalla setta che ora però, non può più pagare, avendo tutti i beni confiscati. Le due notizie non fanno presagire la possibilità di pagamenti imminenti..
La sera, Marco incontra l'amico Gibreel, anche lui membro dei "The Music of Chance", che è insieme ad un suo cugino, che pare sia molto ricco. Costui fa una scommessa con un conoscente iraniano: danno qualche soldo a Marco e Gibreel, vanno al casinò e scommettono su quale dei due vincerà di più.
Dopo tutta una serata di perdite, verso la mezzanotte, Marco fa una buona vincita alla roulette. 
Ma al momento di tirare le fila, il cugino e l'iraniano cominciano a litigare, estraendo anche dei coltelli. Vengono allontanati dalla sicurezza e Marco si ritrova con un buon gruzzolo.
Alla fine Marco prende la decisione di mettere fine a quel modo di vivere e, nonostante l'ora, telefona a Poppy, chiedendole di sposarlo. Nonostante l'ora lei accetta.

### Clear Island
Mo Muntervary è un fisico di fama mondiale specializzata in cognizione quantistica o quancog.
È tornata a Clear Island, a sud dell'Irlanda, suo luogo natale, interrompendo i suoi esperimenti, dopo aver scoperto che le sue ricerche erano state utilizzate dalle forze armate statunitensi per costruire armi intelligenti, utilizzate nel nord-Africa, che avevano causato un gran numero di vittime.
Le sue dimissioni per motivi morali erano state respinte ed un generale americano "il signor Stolz" aveva cercato di costringerla ad andare a lavorare in Texas, perché ormai le sue conoscenze erano troppo pericolose se fossero state scoperte da altre potenze. Lei aveva organizzato la sua fuga, percorrendo un lungo itinerario che l'aveva portata ad Hong Kong, da un amico fidato, dove aveva finito di sviluppare una rivoluzionaria nuova teoria della conoscenza quantistica, che aveva trascritto su di un quadernetto nero. Dopo un po' di tempo, però, aveva deciso di tornare a casa, passando dalla Russia (sulla transiberiana aveva incontrato Sherry la ragazza australiana che stava andando in Mongolia) e poi da Londra, dove aveva rischiato di essere investita da un taxi, ma era stata salvata da Marco, il ghostwriter. 
Ritorna a Clear Island per rimanere un po' con il suo marito John, che è cieco, e col figlio diciottenne Liam, anche se sa che il signor Stolz, non ci metterà molto a rintracciarla. Ed infatti è così, dopo un breve periodo di tranquilla vita paesana, gli americani arrivano per portarla in Texas e per impadronirsi del quaderno nero. Tutta l'isola è disposta a difenderla, ma lei sa che sarebbe uno scontro troppo impari e quindi decide di consegnarsi, non prima però, di aver fatto mangiare il prezioso quaderno ad una capra. Ora la rivoluzionaria teoria è solo nella sua testa, quindi il signor Stolz, dovrà accettare le sue condizioni, una è che il figlio Liam, studente di fisica, la segua in Texas. 
Partono ma lei sta già pensando ad un piano per far sì che la sua ricerca possa essere rivolta solo alla causa della pace.

### Night Train
Night Train è il titolo di una trasmissione radiofonica notturna, in onda da New York e presentata dal DJ, Bat Segundo. Il capitolo è quasi interamente formato dai dialoghi, spesso piuttosto eccentrici, che Bat intrattiene con gli ascoltatori che telefonano, . 
Una notte Segundo riceve una chiamata da un misterioso "Guardiano dello zoo", che inizia un dialogo su temi esistenziali. Nel corso di numerose altre chiamate, diventa chiaro che si tratta di un'intelligenza artificiale che si è ribellata ai suoi creatori, che lo avevano destinato ad uso militare. Ora esso si sposta tra satelliti militari e meteorologici attraverso i quali monitora lo stato del suo "Zoo", cioè il pianeta Terra, seguendo regole di comportamento, che, raramente vengono illustrate. Nel corso della prima telefonata comunica di aver provocato una grossa esplosione sopra al centro di ricerche di Saragosa nel Texas, probabilmente per dare un avvertimento ai suoi creatori, una dei quali era Mo Muntervary di Clear Island. 
Sullo sfondo intanto, si viene a sapere che c'è una spirale militare tra gli Stati Uniti e un'alleanza degli Stati islamici, che porta allo scoppio di una guerra nucleare, il Guardiano blocca tutti i dispositivi di lancio, di entrambe le potenze evitando la fine del mondo. Quel giorno verrà ricordato come "Brink Day".
Un anno dopo una nuova telefonata del Guardiano, viene interrotta da un essere non corporeo chiamato Arupadhatu, che può trasferirsi da un corpo all'altro. È stato ospitato nel corpo di Mo Muntervary, e, tempo prima, in Sua Serendipità. Offre al Custode un patto per poter dominare il mondo, ma il Custode rifiuta, e disconnette l'entità.
Nell'ultima telefonata tra Segundo e il Guardiano, quest'ultimo rivela il suo dilemma morale: nonostante i suoi sforzi, milioni di persone innocenti vengono uccise da altre e lui non può impedirlo perché una delle sue leggi gli impone di non uccidere. Ma non intervenendo ancora più persone moriranno. Segundo pragmaticamente gli suggerisce di intervenire (ad esempio danneggiando un ponte dove gli assassini dovranno passare), in modo che siano gli essi stessi a provocare la loro morte.
Il Guardiano dello Zoo sembra essere soddisfatto di questa opzione e ciò implica che, probabilmente, prenderà la decisione di far spazzare via l'umanità da una cometa, che sta per scontrarsi con la Terra, e che lui è riuscito a nascondere a tutti gli strumenti terrestri. 
A questo punto termina il programma radio ed anche il capitolo.

### Underground
La conclusione del romanzo è l'antefatto della storia iniziale: siamo sulla metropolitana di Tokyo e Quasar ha appena azionato i timer del suo ordigno che rilascerà il gas mortale, ma è bloccato dalla folla è rischia di non riuscire a scendere in tempo.
Mentre si sforza di uscire, persone e oggetti con forti riferimenti alle altre storie gli passano davanti agli occhi. Sostanzialmente i fili di tutti gli altri capitoli del libro vengono introdotti attraverso le sue allucinazioni. Finalmente, con grande sforzo, a furia di spinte e calpestamenti, riesce a scendere, un attimo prima che il convoglio riparta. 
Resta sulla banchina, guardando il treno che si allontana e meditando su cosa sia reale e cosa no.

L'ultima frase del libro è anche quella con cui è iniziato: "Chi mi sta soffiando sul collo?".

## Edizioni
- EAN: 9788876846342 David Mitchell, Nove gradi di libertà, Frassinelli, 2001.